# Feliks Michał Wygrzywalski
Feliks Michał Wygrzywalski (ur. 20 listopada 1875 w Przemyślu, zm. 5 września 1944 w Rzeszowie) – polski malarz. Jego syn, Feliks Kazimierz Wygrzywalski, był również malarzem.
Feliks Michał Wygrzywalski dzięki stypendium Fundacji im. Malinowskiego studiował w latach 1893–1898 na Akademii Sztuk Pięknych w Monachium, a następnie na Académie Julian w Paryżu i we Włoszech.
W roku 1900 zamieszkał w Rzymie, gdzie poślubił Włoszkę Różę Imassa. W Rzymie zajmował się początkowo kopiowaniem dzieł Caravaggia, Rafaela, Guercina, Velázqueza i Tycjana. Malował też krajobrazy i akty. Dostarczał ilustracje do polskiego tygodnika „Wędrowiec” oraz do czasopism niemieckich i rosyjskich.

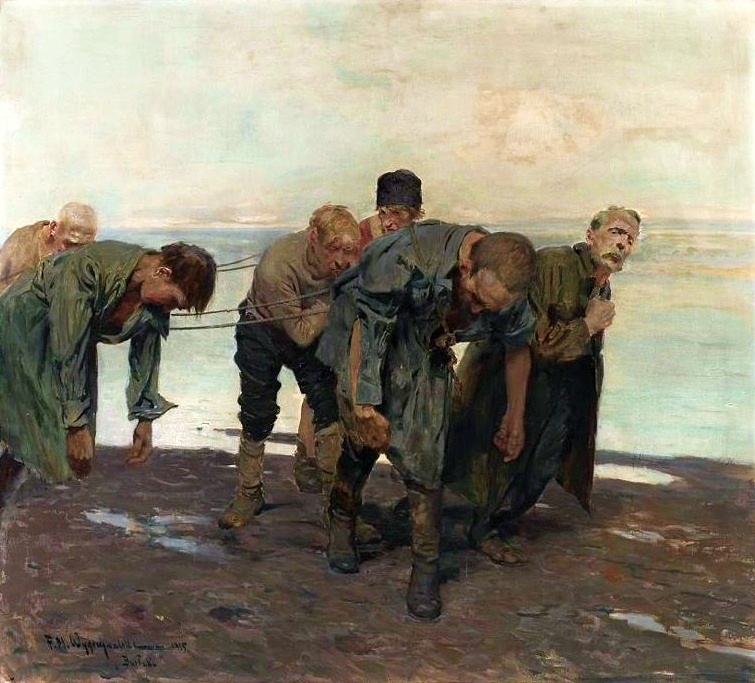
Burłacy – obraz Feliksa Michała Wygrzywalskiego

W roku 1906 wyjechał do Egiptu, gdzie stworzył wiele obrazów o tematyce orientalnej, zwłaszcza scen haremowych. W roku 1908 powrócił do Lwowa, gdzie otrzymał zlecenie na dekorację ścian lwowskiej Izby Przemysłowo–Handlowej. Zajął się też scenografią teatralną. W czasie I wojny światowej przebywał na terenie Rosji. W Rostowie nad Donem został profesorem rysunku. Do Lwowa powrócił w roku 1918. Uczestniczył w wielu wystawach malarstwa, w roku 1932 odbyła się jego wystawa indywidualna w lwowskim Towarzystwie Przyjaciół Sztuk Pięknych. Na zlecenie uzdrowiska w Krynicy wykonał cykl czternastu obrazów dla sanatorium Lwigród, poświęconych historii tańca. Był twórcą konserwatywnym, nie uległ wpływom kierunków awangardowych końca XIX i początku XX wieku. Posiadał we Lwowie swój Salon Sztuki, który mieścił się przy ul. Akademickiej 23 i nosił nazwę „Kunstaustellung” (pol. Wystawa Sztuki).
W „Kunstaustellung” wystawiał i sprzedawał swe obrazy nie tylko Feliks Michał Wygrzywalski, lecz także inni artyści. Sprzedawane tam były obrazy pozostawione w komisie przez osoby postronne. Ówczesne ciężkie warunki bytu zmuszały wielu do wyzbywania się nawet dzieł sztuki, aby zdobyć pieniądze na życie.
W lipcu 1944 wyjechał ze Lwowa w ucieczce przed Armią Czerwoną. Ewakuował się na zachód pozostawiając cały swój majątek we Lwowie. Podróż odbył na furmance z której spadł doznając kontuzji (co w opinii krewnych i znajomych miało być przyczyną jego śmierci). Zatrzymał się w Rzeszowie – mieszkał i malował w kamienicy przy ul. Grunwaldzkiej 6. Tam nie przeżył doznanego wylewu krwi do mózgu.
Został pochowany 7 września 1944 roku na cmentarzu Rzeszów-Pobitno (Dzielnica IX, Rząd 6 Grób 11). Pochówku dokonał ks. Karol Jendyk z kościoła farnego w Rzeszowie. Na przełomie lat 70 i 80 XX w. na jego grobie (i kilku sąsiednich) wybudowano grobowiec innej rodzinny, jego mogiła nie istnieje.
Prace Feliksa Michała Wygrzywalskiego znajdują się między innymi w zbiorach: Muzeum Narodowego w Warszawie, Muzeum Narodowego w Krakowie, Muzeum Narodowego we Wrocławiu, Narodowego Muzeum Morskiego w Gdańsku, Muzeum Narodowego w Szczecinie, Lwowskiej Galerii Sztuki i w zbiorach prywatnych. Na rynku antykwarycznym jest cenionym marynistą oraz twórcą śródziemnomorskich i orientalnych scen rodzajowych. Były organizowane wystawy czasowe prac Feliksa Michała Wygrzywalskiego pochodzące przede wszystkim z kolekcji prywatnych. W 2012 r. Muzeum Miasta Łódź zorganizowało wystawę  Między Capri a Lwowem – malarskie podróże Feliksa Michała Wygrzywalskiego W 2013 r. odbyła się wystawa Nad ciepłym morzem. Feliks Michał Wygrzywalski zorganizowana przez Centralne Muzeum Morskie w Gdańsku z cyklu Polscy artyści o morzu.